# Coupe Victoria (rugby à XV)
La Coupe Victoria (Victoria Cup) est une compétition internationale de rugby à XV qui met aux prises depuis 2010 des équipes nationales du Sud-Est africain.
Les trois nations historiques sont le Kenya, l'Ouganda et le Zimbabwe. Le nom de Victoria fait référence au lac Victoria et aux chutes Victoria bordant ces trois pays, les deux étant baptisés en hommage à la reine Victoria.

## Histoire

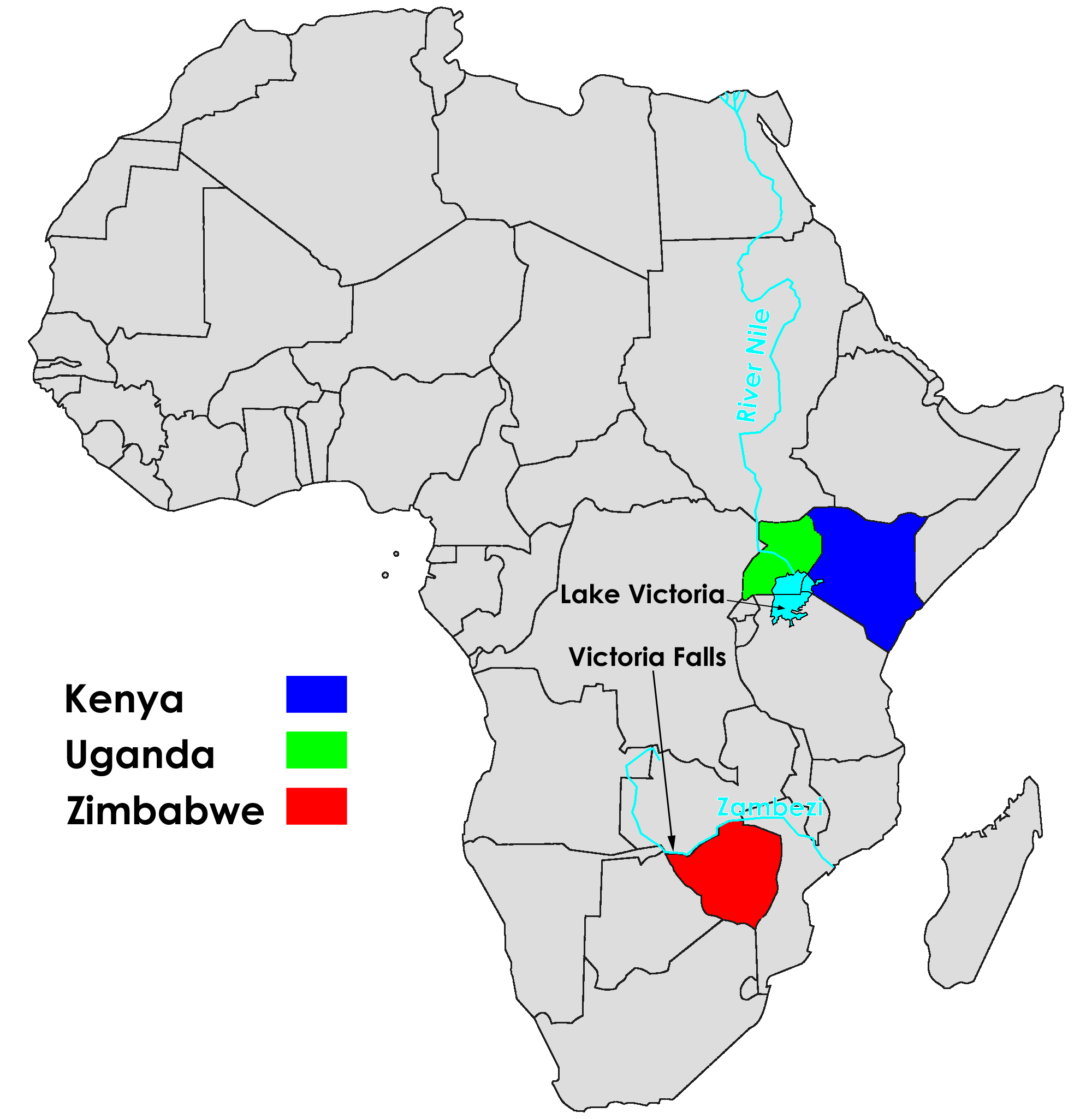
Les trois nations fondatrices de la coupe

Depuis les années 1930, des matchs ont lieu irrégulièrement entre l'Ouganda et le Kenya. Le premier match officiel entre ces deux colonies britanniques a lieu en 1958.
Après une interruption de sept ans, la compétition a été relancée à la suite de l'annulation par Rugby Afrique de l'Africa Gold Cup 2019 en raison d'une perte de sponsoring. Cette occasion la Zambie participera au tournoi.
Après plusieurs éditions non organisées, la compétition fait son retour en 2022.

## Format

### Déroulement
La compétition se déroule sous la forme d'un championnat. Les équipes se rencontrent en matchs aller-retour. Les matchs entre les Kényans et les Ougandais dans le cadre de cette compétition déterminent également le vainqueur de l'Elgon Cup, compétition historique entre ces deux pays.

### Décompte des points
Les nations gagnent 4 points pour une victoire, 2 points pour un nul et aucun pour une défaite. Des points de bonus sont également distribués : 1 point supplémentaire pour une équipe qui marque au moins 4 essais lors d'un match et 1 point supplémentaire pour une équipe qui perd par sept points d'écart ou moins. En cas d'égalité, la différence de points permet de départager les équipes. Si l'égalité persiste, le nombre d'essais marqués est alors déterminant.

## Palmarès

### Coupe Victoria
| Année | Vainqueur   | Deuxième    | Troisième   | Quatrième   |
| ----- | ----------- | ----------- | ----------- | ----------- |
| 2010  | Kenya       | Ouganda     | Zimbabwe    | -           |
| 2011  | Zimbabwe    | Kenya       | Ouganda     | -           |
| 2012  | Interrompue | Interrompue | Interrompue | Interrompue |
| 2019  | Zimbabwe    | Kenya       | Ouganda     | Zambie      |

| Club     | Titre(s) | Premier(s) - Dernier(s) |
| -------- | -------- | ----------------------- |
| Zimbabwe | 2        | 2011 - 2019             |
| Kenya    | 1        | 2010 - 2010             |

### Tri-nations namibien
En 2012, à la suite de la suspension de la compétition et de l'initiative de la Namibie, un nouveau tournoi est créé. Les matchs se déroulent lors des tests matchs de novembre. En 2013, les trois équipes sont africaines, ce qui au niveau du palmarès, est considéré comme la succession de la Victoria Cup[réf. nécessaire].
| Année | Vainqueur | Deuxième | Troisième |
| ----- | --------- | -------- | --------- |
| 2012  | Espagne   | Namibie  | Zimbabwe  |
| 2013  | Namibie   | Zimbabwe | Kenya     |